# Nenad Djordjević
Nenad Djordjević (ryska: Ненад Ђорђевић), född 7 augusti 1979 i Zemun, SFR Jugoslavien, är en serbisk före detta fotbollsspelare (försvarare) som under sin karriär spelade för klubbar som Partizan Belgrad, Krylja Sovetov och Kalmar FF. Efter att från vintern 2015 ha varit spelande assisterande tränare för ett lokalt division 1-lag och senare juniortränare inom Kalmar FF:s organisation, blev han sommaren 2021 assisterande tränare i Hammarby IF. Efter en kort period som assisterande tränare i Hammarby IF stod det klart att Djordjević tar över ansvaret som huvudtränare för Hammarby TFF.
Djordjević, som var känd för sina välplacerade frisparkar, gjorde under åren 2003–2006 15 landskamper för Serbien & Montenegro med spel i VM 2006 som höjdpunkt.

## Karriär

### Genombrott och landslagsspel
Djordjević spelade för FK Obilic från 1999 till 2003 där han sammanlagt gjorde 97 ligamatcher innan han skrev på för storklubben FK Partizan Belgrad. Redan från start blev han i sin nya klubb mycket viktig för laget då han omgående spelade till sig en ordinarie plats i startelvan. Redan 2002 hade Djordjević fått göra landslagsdebut - för Förbundsrepubliken Jugoslavien. Här hann han med 2 landskamper innan landet omvandlades till Serbien & Montenegro för vilka han fortsatt var en återkommande spelare på internationell nivå där han också blev uttagen i landets trupp till VM-slutspelet i Tyskland 2006. Här fick han spela två av tre gruppspelsmatcher vilka man båda förlorade; detta mot Holland respektive Elfenbenskusten. I den förnedrande 0-6-förlusten mot Argentina i den andra gruppspelsmatchen medverkade inte Djordjević på grund av den skada som också fått honom att avbryta första matchen.

### Champions League och kort tid i Japan
Höjdpunkterna under tiden i Partizan, förutom en nationell mästartitel 2004/05, blev säsongerna med spel i Champions League 2003/04 och 2004/05. 85 framträdanden och 7 mål i den nationella ligan blev facit innan Djordjević värvades till den japanska proffsklubben JEF United Ichihara Chiba i februari 2007.

### Tillbaka i Serbien
Efter bara ett år i Japan återvände han dock till Serbien och tecknade där ett två och ett halvt års-kontrakt med sin gamla klubb, Partizan Belgrad, i januari 2008. Djordjević spelade efter hemkomsten bra, särskilt under de första sex månaderna då hans mål var direkt avgörande i flera matcher som så småningom ledde till Partizans serieseger säsongen 2007/08 - klubbens första på tre år. Även följande säsong var framgångsrik då serben med sin klubb åter stod som mästare i den inhemska ligan.

### Till Ryssland
I april 2010 undertecknade Djordjević ett tvåårigt avtal med den ryska klubben Krylja Sovetov. Bara två dagar senare, den 10 april 2010, gjorde han sin debut i en match mot FC Saturn som hans lag vann med 2-1. 

### Till Sverige och Kalmar
I december 2011 ryktades det att Djordjević var ett tänkbart nyförvärv för den allsvenska klubben Kalmar FF och han gjorde också några provträningar med klubben. Att det skulle kunna bli just Sverige och Kalmar berodde på att Djordjevićs familj sedan flera år var boende i den till Kalmar närbelägna staden Nybro. Flytten verkade dock ganska avlägsen när det i februari 2012 plötsligt stod klart att Djordjević och Krylja Sovetov gemensamt hade avslutat mittbackens kontrakt. Den 27 februari blev det så officiellt att den landslagsmeriterade serben skrivit på ett 4-årskontrakt med Kalmar FF.
Debutsäsongen i Sverige fick en jobbig början för Djordjević; detta då han under försäsongen drabbats av en magmuskelskada, så kallad "Sports hernia", och tvingats till operation. Efter rehabilitering var han tillbaka i maj då han fick göra sin allsvenska debut i en match mot GAIS där han gjorde 45 imponerande minuter efter att ha blivit inbytt i halvtid.
Fortsättningen av säsongen blev dock inte lika bra. Djordjević varvade riktigt bra insatser med flera mindre goda och var ibland till och med petad ur startelvan även då han var tillgänglig för spel. Djordjevic spelade sammanlagt 17 matcher i Allsvenskan under 2012 då laget slutade på en tiondeplats.

### Assisterande tränare
Hösten 2015 stod det klart att Djordjevic inte skulle få förnyat kontrakt med Kalmar FF. Senare bekräftades det att han skrivit på för division 1-klubben IFK Berga där han skulle fungera som spelande assisterande tränare.
Djordjevic blev klar som assisterande tränare i Hammarby IF tidigt i september 2021.

## Meriter

### I klubblag
FK Partizan Belgrad
- Serbisk mästare: 2004/05, 2007/08, 2008/09
- Serbiska cupen: 2008, 2009

### I landslag
Förbundsrepubliken Jugoslavien
- 2 landskamper

 Serbien & Montenegro
- 15 landskamper, 1 mål
- VM-slutspel: 2006

### Webbsidor
- Nenad Djordjević på Svenska Fotbollförbundets webbplats
- Kalmar FF:s officiella hemsida